# Свит, Уильям
Уильям Свит (род. 22 апреля 1955, Эдмонтон) — канадский философ, профессор кафедры философии Университета Франциска Ксаверия. Бывший президент Кандейской философской ассоциации и Канадского теологического общества.
Он работал в области биомедицинской этики, политической философии, истории философии и религиоведения. Мариэтта Тиграновна Степанянц и Суит входили в состав Руководящего комитета FISP, которая организует Всемирный философский конгресс. 
Он является членом Королевское общество Канады (англ. Royal Society of Canada) и «постоянным членом» Международного института философии (Париж).

## Основные работы
- «Что такое межкультурная философия?» (Вашингтон, округ Колумбия: CRVP, 2015).
- «Культурное столкновение и религия» (Вашингтон, округ Колумбия: CRVP, 2014 г.)
- «Идеи под огнем» (с Джонатаном Лавери и Луи Гроарком) (Fairleigh Dickenson University Press, 2013 г.)
- «Философия, возникающая из культуры» (совместно с Вонбином Паком, Джорджем Ф. Маклином и Оливией Бланшетт) (CRVP, 2013)
- «Межкультурный диалог и права человека», совместно с Луиджи Бонанате и Роберто Папини (CRVP Press, 2011).
- Биографическая энциклопедия британского идеализма (+Британский+Идеализм Континуум 2010)
- Гуссерль и Штейн (2003) [изд. с Ричардом Файстом]
- «Религиозная вера: современные дебаты» (2003 г.)
- «Философская теория и Всеобщая декларация прав человека» (2003 г.)